# Sejměte Cartera
Sejměte Cartera (v anglickém originále Get Carter) je americký kriminální film z roku 2000. Režisérem filmu je Stephen Kay. Hlavní role ve filmu ztvárnili Sylvester Stallone, Miranda Richardson, Rachel Leigh Cook, Alan Cumming a Mickey Rourke.

## Děj
Jack Carter, nájemný zabiják žijící v Las Vegas, se vrací do rodného Seattlu poté, co se dozví o smrti svého bratra Ritchieho při údajné autonehodě způsobené opilostí. Jeho partner Con McCarty ho kryje před šéfem Fletcherem, jehož přítelkyně Audrey má s Jackem poměr.
Na bratrově pohřbu se Jack seznamuje se svou neteří Doreen a s Eddiem, přítelem a kolegou Ritchieho. Oba tvrdí, že Ritchie téměř nepil a nikdy by za volant pod vlivem alkoholu nesedl. Jack také mluví s tajemnou Geraldine, která se vyhýbá odpovědím ohledně svého vztahu k Ritchiemu. Během smutečního setkání Jack nadále klade otázky, což vyvolá nevoli Ritchieho vdovy Glorie.
Jack vyhledá Cliffa Brumbyho, majitele klubu, kde Ritchie pracoval. Brumby nevěří, že šlo o vraždu, ale zmíní Ritchieho aféru s Geraldine, která je spojena s místním bossem Cyrusem Paicem. Jack konfrontuje Paice, ale nic z něj nedostane. Sleduje Paice a zjistí, že pracuje pro počítačového magnáta Jeremyho Kinneara, kterého vydírá. Paice zajišťuje mladé ženy na večírky a nahrává kompromitující videa.
Po prohlédnutí bezpečnostních záznamů z klubu Jack zjistí, že Doreen byla jednou z obětí natočených v pornografickém videu. Geraldine předala kopii Ritchiemu, ale ten byl zabit dříve, než ji mohl předat policii. Audrey ukončí vztah s Jackem a Jack sdělí Fletcherovi, že se už do Vegas nevrátí. Fletcher na něj posílá muže, ale Jack unikne.
Jack utěšuje Doreen a ujišťuje ji, že za nic nemůže. Geraldine Jacka varuje, že jí hrozí smrt, ale než Jack dorazí, najde ji mrtvou. Jack vypátrá Eddieho, který mu prozradí, že Paice se ukrývá u Kinneara. Jack Eddieho zabije shozením z balkonu. McCarty pronásleduje Jacka, ale havaruje a zahyne.
Jack vtrhne na Kinnearovu párty, kde konfrontuje Paice. V následné bitce Paice přizná svou účast na Ritchieho smrti. Jack ho brutálně umlátí na tanečním parketu. Poté Jack konfrontuje Kinneara, který tvrdí, že vraždu neplánoval, ale Jack mu nakonec ušetří život.
Nakonec Jack přistihne Brumbyho, jak se snaží ukrást disk s důkazy. Brumby přizná svou vinu, ale varuje Jacka, že jeho zabití ho donutí uprchnout. Jack ho však nemilosrdně zastřelí do zad.
S pomstou dokončenou se Jack rozloučí s Doreen u bratrova hrobu a vydá se na cestu zpět do Las Vegas.

## Obsazení
| Sylvester Stallone | Jack Carter    |
| Miranda Richardson | Gloria Carter  |
| Rachel Leigh Cook  | Doreen Carter  |
| Alan Cumming       | Jeremy Kinnear |
| Mickey Rourke      | Cyrus Paice    |
| John C. McGinley   | Con McCarty    |
| Michael Caine      | Cliff Brumby   |
| Rhona Mitra        | Geraldine      |
| Gretchen Mol       | Audrey         |
| Tom Sizemore       | Les Fletcher   |